# Klášter voršilek (Paříž)
Klášter voršilek v Paříži (francouzsky Couvent des Ursulines) byl klášter řádu sv. Voršily v Paříži zrušený za Francouzské revoluce v roce 1792. Nacházel se na místě dnešní Rue des Ursulines v 5. obvodu.

## Dějiny
V roce 1607 Madeleine Lhuillier de Sainte Beuve, vdova po Claude Le Roux de Sainte-Beuve, založila klášter řádu sv. Voršily v domě na předměstí Saint-Jacques, tzv. hôtel Saint-André. Společnost sv. Voršily laických sester, založená v roce 1535, byla přeměněna na klášterní řád. Jeptišky, které se řídily regulí svatého Augustina, přidaly ke třem řádovým slibům poslání vychovávat mladé dívky.
V roce 1610 byl poblíž jejich prvního sídla založen klášter a kostel. Základní kámen položila Anna Rakouská v roce 1620 a stavba byla dokončena v roce 1627. Jeho kaple byla vyzdobena obrazy vlámského malíře Pietera Van Mola.
Klášter Faubourg Saint-Jacques se stal mateřským domem rychle rostoucího řádu, který měl v roce 1668 ve Francii 310 klášterů. Součástí instituce byl internát pro žáky z řad šlechty a měšťanstva a poskytoval také výuku chudým dětem ze sousedství.

## Zánik kláštera
Klášter byl uzavřen v roce 1792 a jeho rozsáhlé pozemky, které zasahovaly až k dnešní Rue d'Ulm, byly rozprodány v roce 1798.
Rue des Ursulines se rozkládala na tomto starém panství a její výstavba znamenala zničení části budov starého kláštera. Další prvky, zejména jeho kaple, zůstaly až do výstavby rue Gay-Lussac v roce 1864, kdy byly zbořeny i poslední zbytky klášterních budov.
Nedaleko bývalého kláštera v současnosti sídlí v Impasse Royer-Collard č. 9 komunita uršulinek se studentskou ubytovnou.